# Aa (orchideeënfamilie)
Aa is een geslacht uit de orchideeënfamilie. Het is door Heinrich Gustav Reichenbach vernoemd naar de cartograaf Pieter van der Aa, eveneens drukker van Paul Hermanns boek Paradisus Batavus. Gezien deze publicatie postuum gebeurde, stond deze benoeming ter discussie.
Aa-soorten groeien op bodems in koude gebieden in de buurt van de sneeuwlijn van de Andes en ook in Costa Rica. Ze worden meestal in de buurt van kleine bergstroompjes aangetroffen. De verlengde bloeiwijze groeit vanuit een rozet van bladen, eindigend in een smalle witte bloem die ondersteboven hangt met de rand bovenaan. Deze rand is omzoomd en hoedgevormd. De bloem geeft een scherpe geur af die vliegen aantrekt. Het geslacht wordt vaak verward met het orchideegeslacht Altensteinia.

## Soorten
- Aa achalensis Schltr. 1920 (Argentinië)
- Aa argyrolepis Rchb.f. 1854 (Colombia tot Ecuador)
- Aa calceata (Rchb.f.) Schltr. 1912 (Peru tot Bolivia)
- Aa colombiana Schltr. 1920 (Colombia tot Ecuador)
- Aa denticulata Schltr. 1920 (Colombia tot Ecuador)
- Aa erosa (Rchb.f.) Schltr. 1912 (Peru)
- Aa fiebrigii (Schltr.) Schltr. 1912 (Bolivia)
- Aa gymnandra (Rchb.f.) Schltr. 1912 (Bolivia)
- Aa hartwegii Garay 1978 (Ecuador; Colombia; Venezuela)
- Aa hieronymi (Cogn.) Schltr. 1912 (Argentinië)
- Aa inaequalis (Rchb.f.) Schltr. 1912 (Peru tot Bolivia)
- Aa leucantha (Rchb.f.) Schltr. 1920 (Colombia tot Ecuador)
- Aa lorentzii Schltr. 1920 (Argentinië)
- Aa macra Schltr. 1921 (Ecuador)
- Aa maderoi Schltr. 1920 (Venezuela; Colombia; Ecuador)
- Aa mandonii (Rchb.f.) Schltr. 1912 (Peru tot Bolivia)
- Aa matthewsii (Rchb.f.) Schltr. 1912 (Peru)
- Aa microtidis Schltr. 1922 (Bolivia)
- Aa nervosa (Kraenzl.) Schltr. 1912 (Chili)
- Aa palacea (Kunth) Rchb.f. 1854 (Costa Rica tot Bolivia)
- Aa riobambae Schltr. 1921 (Ecuador)
- Aa rosei Ames 1922 (Peru)
- Aa schickendanzii Schltr. 1920 (Argentinië)
- Aa sphaeroglossa Schltr. 1922 (Bolivia)
- Aa trilobulata Schltr. 1922 (Bolivia)
- Aa weddeliana (Rchb.f.) Schltr. 1912 (Peru tot Noordwest-Argentinië)